# Жаклін Нарракотт
Жаклін Нарракотт (5 листопада 1990 , Брисбен ) — австралійська скелетоністка, срібна призерка Олімпійських ігор 2022 року.

## Олімпійських іграх
| Рік  | Місце проведення          | Місце |
| ---- | ------------------------- | ----- |
| 2018 | Пхьончхан, Південна Корея | 16    |
| 2022 | Пекін, Китай              | 2     |

## Виступи на чемпіонатах світу
| Рік  | Місце проведення      | Місце |
| ---- | --------------------- | ----- |
| 2015 | Вінтерберг, Німеччина | 16    |
| 2016 | Інстбрук, Австрія     | 17    |
| 2017 | Кенігсзе, Німеччина   | 17    |
| 2020 | Альтенберг, Німеччина | 27    |